# Zvonko Buljan
Zvonko Buljan (Split, 6 de febrero de 1987) es un baloncestista croata. Con 2,06 metros de altura, juega habitualmente en la posición de ala-pívot. Luego de haber competido en el circuito de baloncesto universitario estadounidense entre 2006 y 2010, desarrolló una carrera como profesional que lo llevó a actuar en una veintena de países diferentes de Europa, Asia y América. También jugó con la selección de baloncesto 3x3 de Croacia.

## Trayectoria

### Clubes
| Club                   | País                   | Año             |
| ---------------------- | ---------------------- | --------------- |
| KK Split               | Croacia                | 2005 - 2006     |
| APOEL B.C.             | Chipre                 | 2010 - 2011     |
| PAOK Salónica          | Grecia                 | 2010            |
| Baskets Bonn           | Alemania               | 2011 - 2012     |
| Le Portel              | Francia                | 2012            |
| BC Körmend             | Hungría                | 2012            |
| Keravnos B.C.          | Chipre                 | 2012 - 2013     |
| Krka Novo Mesto        | Eslovenia              | 2013 - 2014     |
| Kolossos Rodou BC      | Grecia                 | 2014            |
| Feni Industries        | Macedonia del Norte    | 2015            |
| Naft Abadan            | Irán                   | 2015            |
| KK Split               | Croacia                | 2015            |
| Shahrdari Arak         | Irán                   | 2015 - 2016     |
| Aguada                 | Uruguay                | 2016            |
| Shahrdari Kashan       | Irán                   | 2016 - 2017     |
| Hoops Club             | Líbano                 | 2017            |
| Estudiantes Concordia  | Argentina              | 2017            |
| Union Neuchâtel Basket | Suiza                  | 2018            |
| Okapi Aalstar          | Bélgica                | 2018            |
| BCM U Pitești          | Rumania                | 2018 - 2019     |
| Al-Shamal SC           | Catar                  | 2019            |
| Al-Dhafra Club         | Emiratos Árabes Unidos | 2019 - 2020     |
| Njarðvík               | Islandia               | 2020            |
| ÍR                     | Islandia               | 2021            |
| Virtus Basket Molfetta | Italia                 | 2021 - 2022     |
| KK Omiš                | Croacia                | 2022            |
| Al-Ittihad             | Siria                  | 2022            |
| KK Omiš                | Croacia                | 2022 - 2023     |
| KK Solin               | Croacia                | 2023 - 2024     |
| Podsused Zagreb        | Croacia                | 2024 - Presente |

## Selección nacional

### Juvenil
Buljan integró la selección juvenil de Croacia que compitió en el Campeonato Europeo de Baloncesto Masculino Sub-18 de 2005, donde terminó en la 11° posición.

### 3x3
Pese a contar con poca experiencia en el baloncesto 3x3, Buljan fue seleccionado para disputar la Copa de Europa 3x3 de Baloncesto Masculino en 2021, en la que su equipo no superó la ronda de clasificación a la fase final del torneo.